# The Immortal Alamo
Pour les articles homonymes, voir Alamo.
Pour plus de détails, voir Fiche technique et Distribution.
The Immortal Alamo est un film muet américain réalisé par William F. Haddock, sorti en 1911. 
Ce film est maintenant considéré comme perdu.

## Fiche technique
Source : SilentEra
- Titre original : The Immortal Alamo
- Autre titre : Fall of the Alamo
- Réalisation : William F. Haddock
- Scénario : Wilbert Melville
- Photographie : William Paley
- Producteur : Gaston Méliès
- Société de production : Méliès Star Films production
- Pays d'origine :  États-Unis
- Langue : film muet avec les intertitres en français
- Format : Noir et blanc — 35 mm — 1,33:1 — Muet
- Genre : Film dramatique, Film historique
- Durée : 20 minutes
- Dates de sortie :
  -  États-Unis : 25 mai 1911

## Distribution

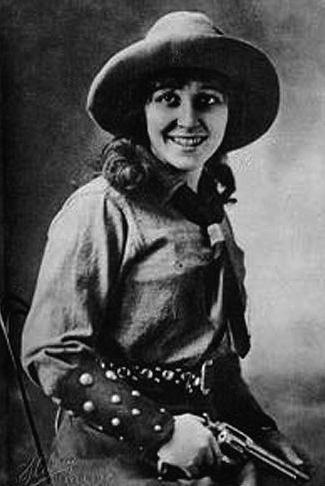
Edith Storey en 1911.

- William Carroll : Lieutenant Dickenson
- Edith Storey : Lucy Dickenson
- William Clifford : Colonel Travis
- Francis Ford : Navarre
- Gaston Méliès : padre
- Donald Pecock

## À noter
- Il s'agit du premier film réalisé autour des événements de la bataille d'Alamo en 1836.
- L'armée mexicaine est interprétée par les cadets de la Peacock Military Academy.